# Kio Yamada
Kio Yamada (山田 葵士 Yamada Kio?), född 22 januari 2000 i Chiba prefektur, är en japansk fotbollsspelare.
Yamada började sin karriär 2019 i YSCC Yokohama.